# Dirka po Franciji 1920
Dirka po Franciji 1920 je bila 14. dirka po Franciji, ki je potekala od 27. junija do 25. julija 1920. Dirka je bila dolga 5.503 km, povprečna hitrost zmagovalca pa je bila 24,132 km/h.
Končni zmagovalec Toura je postal Belgijec Philippe Thys, ki je hkrati postal tudi prvi kolesar s tremi osvojenimi naslovi zmagovalca Toura. Drugo mesto je z dvema etapnima zmagama in slabo uro zaostanka zasedel njegov rojak Hector Heusghem, tretji pa je bil s prav tako dvema etapnima zmagama še en Belgijec, zmagovalec predhodnega Toura Firmin Lambot. Nasploh so dirko krojili belgijski kolesarji. Od petnajstih etap so jih dobili kar dvanajst, v skupni razvrstitvi pa sta se v prvo deseterico uspela poleg njih prebiti le še francoska kolesarja, ki sta zasedla osmo oz. deveto mesto. Ekipno zmago je doseglo kolesarsko moštvo La Sportive.

## Pregled
| Kategorije                          | Podatki       |
| ----------------------------------- | ------------- |
| Začetek-konec                       | Pariz - Pariz |
| Dolžina (km)                        | 5.503         |
| Število etap                        | 15            |
| Povprečna hitrost zmagovalca (km/h) | 24,132        |
| Kolesarjev                          | 113           |
| Tekmo končalo                       | 22            |

| Etapa | Datum     | Start in cilj                       | Dolžina | Etapni zmagovalec | Čas         | Rumena majica |
| ----- | --------- | ----------------------------------- | ------- | ----------------- | ----------- | ------------- |
| 1     | 27. junij | Pariz, Argenteuil - Le Havre        | 388 km  | Louis Mottiat     | 14h 50' 46" | Louis Mottiat |
| 2     | 29. junij | Le Havre - Cherbourg                | 364 km  | Philippe Thys     | 15h 17' 48" | Philippe Thys |
| 3     | 1. julij  | Cherbourg - Brest                   | 405 km  | Henri Pélissier   | 16h 09' 00" | Philippe Thys |
| 4     | 3. julij  | Brest - Les Sables-d'Olonne         | 412 km  | Henri Pélissier   | 15h 59' 28" | Philippe Thys |
| 5     | 5. julij  | Les Sables d'Olonne - Bayonne       | 482 km  | Firmin Lambot     | 19h 44' 00" | Philippe Thys |
| 6     | 7. julij  | Bayonne - Luchon                    | 326 km  | Firmin Lambot     | 15h 15' 25" | Philippe Thys |
| 7     | 9. julij  | Luchon - Perpignan                  | 323 km  | Jean Rossius      | 13h 41' 50" | Philippe Thys |
| 8     | 11. julij | Perpignan - Aix-en-Provence         | 325 km  | Louis Heusghem    | 12h 12' 18" | Philippe Thys |
| 9     | 13. julij | Aix-en-Provence - Nica              | 338 km  | Philippe Thys     | 16h 15' 44" | Philippe Thys |
| 10    | 15. julij | Nica - Grenoble                     | 333 km  | Hector Heusghem   | 14h 47' 39" | Philippe Thys |
| 11    | 17. julij | Grenoble - Gex                      | 362 km  | Léon Scieur       | 15h 30' 43" | Philippe Thys |
| 12    | 19. julij | Gex - Strasbourg                    | 354 km  | Philippe Thys     | 14h 19' 19" | Philippe Thys |
| 13    | 21. julij | Strasbourg - Metz                   | 300 km  | Philippe Thys     | 11h 13' 34" | Philippe Thys |
| 14    | 23. julij | Metz - Dunkerque                    | 433 km  | Félix Goethals    | 18h 33' 51" | Philippe Thys |
| 15    | 25. julij | Dunkerque - Pariz, Parc des Princes | 340 km  | Jean Rossius      | 14h 31' 40" | Philippe Thys |